# Oost-Duits handbalteam junioren (vrouwen)
Het Oost-Duits handbalteam junioren is het nationale onder-19 en onder-20 handbalteam van Oost-Duitsland. Het team vertegenwoordigde Oost-Duitsland in internationale handbalwedstrijden voor vrouwen.

## Resultaten

### Wereldkampioenschap handbal onder 20
| Wereldkampioenschap handbal onder 20 | Wereldkampioenschap handbal onder 20                  | Wereldkampioenschap handbal onder 20                  | Wereldkampioenschap handbal onder 20                  | Wereldkampioenschap handbal onder 20                  | Wereldkampioenschap handbal onder 20                  | Wereldkampioenschap handbal onder 20                  | Wereldkampioenschap handbal onder 20                  | Wereldkampioenschap handbal onder 20                  |
| Jaar                                 | Resultaat                                             | Wed                                                   | W                                                     | G                                                     | V                                                     | DV                                                    | DT                                                    | DS                                                    |
| ------------------------------------ | ----------------------------------------------------- | ----------------------------------------------------- | ----------------------------------------------------- | ----------------------------------------------------- | ----------------------------------------------------- | ----------------------------------------------------- | ----------------------------------------------------- | ----------------------------------------------------- |
| 1977                                 | 4de                                                   | 5                                                     | 3                                                     | 0                                                     | 2                                                     | 67                                                    | 57                                                    | +10                                                   |
| 1979                                 | 2de                                                   | 7                                                     | 5                                                     | 1                                                     | 1                                                     | 137                                                   | 80                                                    | +57                                                   |
| 1981                                 | Niet deelgenomen aan kwalificatie/niet gekwalificeerd | Niet deelgenomen aan kwalificatie/niet gekwalificeerd | Niet deelgenomen aan kwalificatie/niet gekwalificeerd | Niet deelgenomen aan kwalificatie/niet gekwalificeerd | Niet deelgenomen aan kwalificatie/niet gekwalificeerd | Niet deelgenomen aan kwalificatie/niet gekwalificeerd | Niet deelgenomen aan kwalificatie/niet gekwalificeerd | Niet deelgenomen aan kwalificatie/niet gekwalificeerd |
| 1983                                 | 2de                                                   | 6                                                     | 4                                                     | 0                                                     | 2                                                     | 139                                                   | 114                                                   | +25                                                   |
| 1985                                 | 4de                                                   | 9                                                     | 6                                                     | 0                                                     | 3                                                     | 172                                                   | 156                                                   | +16                                                   |
| 1987                                 | 3de                                                   | 7                                                     | 6                                                     | 0                                                     | 1                                                     | 159                                                   | 127                                                   | +32                                                   |
| 1989                                 | Niet deelgenomen aan kwalificatie/niet gekwalificeerd | Niet deelgenomen aan kwalificatie/niet gekwalificeerd | Niet deelgenomen aan kwalificatie/niet gekwalificeerd | Niet deelgenomen aan kwalificatie/niet gekwalificeerd | Niet deelgenomen aan kwalificatie/niet gekwalificeerd | Niet deelgenomen aan kwalificatie/niet gekwalificeerd | Niet deelgenomen aan kwalificatie/niet gekwalificeerd | Niet deelgenomen aan kwalificatie/niet gekwalificeerd |
| Totaal                               | 5/7                                                   | 34                                                    | 24                                                    | 1                                                     | 9                                                     | 674                                                   | 534                                                   | +140                                                  |

 Kampioenen   Runners-up   Derde plaats   Vierde plaats